# 呂鴛九
呂 鴛九（リョ・ウォング、朝鮮語: 려원구、1928年11月5日 - 2009年7月30日）は、朝鮮民主主義人民共和国の女性政治家。最高人民会議副議長、祖国統一民主主義戦線議長、祖国統一汎民族連合北側本部副議長などを歴任。朝鮮独立運動家の呂運亨の三女。最高人民会議副議長を務めた呂鷰九は姉。

## 経歴
1928年11月5日に日本統治時代の朝鮮京城府(現ソウル特別市)に朝鮮独立運動家の呂運亨の三女として生まれ、モスクワ大学に留学した。日本の統治が終った翌年の1946年に北緯38度線を超え、朝鮮半島の北側を統治した北朝鮮に渡る。1954年に金策工業大学(現金策工業総合大学)の教員に就任した。1998年2月に祖国統一汎民族連合北側本部副議長に就任し、同年2月に祖国統一民主主義戦線議長に就任した。同年9月には最高人民会議第10期代議員、副議長に選出された。2000年に韓国の金大中大統領と北朝鮮の金正日国防委員長（朝鮮労働党総書記）が平壌で南北首脳会談を行った際に金大中大統領を空港で出迎えた。2002年に韓国・ソウルで開催された、南北共同行事の8・15民族統一大会に参加するため康永燮朝鮮基督教連盟中央委員会委員長らとともに訪韓し、韓国で暗殺された呂運亨の墓参を行った。2005年に大韓民国国家報勲処が父親の呂運亨に建国勳章大統領章を授与することを決定した。遺族の受領順序は直系卑属である呂鴛九が優先され、遺族年金が支給される権利があるが、北朝鮮の週刊誌に対して「共産主義系列の独立活動家に対し、きちんとした評価が下されていない状況で、勲章の授与はとんでもなく、他の不純な政治的目的を求めているもの」と述べ、受領を拒否した。同年6月には祖国の自主的な平和統一に向けて貢献したとして祖国統一賞を授与された。2007年には金日成勲章を授与された。2009年に開催された最高人民会議第14期第1回会議で最高人民会議副議長から退任した。同年7月30日に死去。金正日総書記が霊前に花輪を送った。

## 参考サイト
- 북한정보포털